# John de Deyville
Sir John de Deyville (auch John d’Eyville oder Daiville) (* um 1234; † 1290 oder 1291) war ein englischer Adliger und Rebell.

## Herkunft und Jugend
Die anglonormannische Familie Deyville stammte ursprünglich aus Déville in der nordöstlichen Normandie. Als Vasallen der Familie Mowbray erhielt die Familie im 12. Jahrhundert Grundbesitz im nördlichen Yorkshire und in Nottinghamshire, darunter Egmanton. John de Deyville war ein Sohn von Robert de Deyville und von dessen Frau Denise Fitzwilliam aus Sprotborough. Er war noch minderjährig, als sein Vater starb und er der Erbe von dessen Gütern wurde. Sein Vormund wurde Roger II de Mowbray, der auch die Verwaltung des Erbes übernahm. Entweder vernachlässigte Mowbray die Besitzungen der Familie Deyville oder er missbrauchte die Vormundschaftsverwaltung zu seinem Vorteil, denn nachdem John de Deyville volljährig geworden war, musste er 1254 Ländereien bei Adlingfleet in Yorkshire an Richard de Clare, 2. Earl of Gloucester verkaufen, wofür er £ 400 erhielt. 

## Rolle im Krieg der Barone

### Anfänglicher Unterstützer des Earl of Gloucester
1257 wurde Deyville für drei Jahre zum Verwalter der königlichen Forste nördlich des River Trent ernannt. 1258 wurde König Heinrich III. von einer Adelsopposition gezwungen, einen von den Baronen gebildeten Staatsrat an der Regierung zu beteiligen. Als im Februar 1259 der mächtige Earl of Gloucester, der Mitglied des Staatsrats war und dem Deyville 1254 einen Teil seiner Ländereien verkauft hatte, sich wieder mit dem König verbündete, unterstützte Deyville diesen Seitenwechsel. Im März oder April 1260 gehörte Deyville zu den Kronvasallen, die der König zur Unterstützung gegen die Adelsopposition nach London berief. Im Mai 1260 wurde er als Verwalter der königlichen Forste in Nordengland bestätigt. 

### Unterstützer der Adelsopposition gegen den König
Als der König 1261 seine Macht zurückgewann, gehörte Deyville zu den zahlreichen lokalen Beamten, die im Juni 1261 als Unterstützer der Adelsopposition entlassen wurden. In der Folge kam es angesichts des fortwährenden Konflikts zwischen dem König und der Adelsopposition in weiten Teilen Englands zu Unruhen, dabei agierte Deyville als inoffizieller Vertreter der Adelsopposition in Yorkshire. Als es im November 1261 zu Unruhen in York kam, gehörte er zu den Anführern. Nachdem Simon de Montfort, der Führer der Adelsopposition, im Juli 1263 die Macht erlangt hatte und der König dies anerkennen musste, wurde Deyville offiziell zum Sheriff von Yorkshire ernannt. Als der König jedoch Ende 1263 wieder die Macht beanspruchte, hielt Deyville von Dezember 1263 bis April 1264 York Castle entgegen den Befehlen des Königs besetzt, danach besetzte er auch kurzzeitig Carlisle Castle. Nachdem Montfort im offenen Zweiten Krieg der Barone den König in der Schlacht von Lewes geschlagen und erneut die Regierung übernommen hatte, wurde Deyville im Juni 1264 wieder zum Verwalter von Yorkshire ernannt. Im August erlaubte ihm die Regierung der Barone, seinen Wohnsitz in Hood bei Kilburn zu befestigen. Im September 1264 wurde er wieder zum Verwalter der nordenglischen Forste ernannt. Im Dezember berief ihn Montfort als Baron in sein Parlament, das im Januar 1265 zusammentrat. Zwar gehörte Deyville zu den Baronen, denen Montfort im Februar 1265 die Teilnahme an einem Turnier in Dunstable verbot, um die Spannungen mit dem jungen Gilbert de Clare, 3. Earl of Gloucester nicht zu verschärfen, doch Deyville blieb ein entschlossener Unterstützer der Regierung der Barone. Im März beauftragte ihn die Regierung, Richmond Castle in Yorkshire, das sich noch in der Hand eines Anhängers des Königs befand, zu besetzen. Nachdem Montfort im August 1265 in der Schlacht von Evesham von den Parteigängern des Königs besiegt und getötet worden war, wurden Deyvilles Besitzungen beschlagnahmt und an Königin Eleonore vergeben.

### Rolle als Führer der Enterbten
Nach dem Tod Montforts führte Deyville die verbliebenen nordenglischen Rebellen auf die Isle of Axholme in Lincolnshire, die zum Besitz der Mowbrays gehörte. Gegen die Rebellen führte der Thronfolger Eduard ein königliches Heer, das mit Hilfe von hölzernen Stegen die Sümpfe und Feuchtgebiete der Isle of Axholme überwinden konnte. Weihnachten 1265 musste sich Deyville zusammen mit Simon de Montfort dem Jüngeren und Baldwin Wake dem militärisch überlegenen Thronfolger bei Bycarr’s Dyke an der Grenze von Nottinghamshire zu Yorkshire unterwerfen. Dennoch setzte er 1266 als einer der Führer der sogenannten Enterbten, den enteigneten ehemaligen Rebellen, den Kampf fort. Anfang 1266 plünderte er Sheffield und brannte Sheffield Castle nieder. Im Mai schloss er sich in Chesterfield Robert de Ferrers, 6. Earl of Derby an. Wenig später wurden sie allerdings dort von einer königlichen Armee überrascht und in der Schlacht von Chesterfield geschlagen. Deyville entkam und plünderte mit den verbliebenen Enterbten Lincoln. Dabei ermordete er gezielt Juden und zerstörte deren Aufzeichnungen, wahrscheinlich aus Wut über die hohen Schulden, die er inzwischen bei jüdischen Geldverleihern hatte. Unter seiner Führung zog sich eine Gruppe der Enterbten auf die Isle of Ely zurück. Von dort führten sie Raubzüge nach Cambridge und Norwich, während sie einen Angriff von Truppen der Cinque Ports zurückschlagen konnten. Obwohl die Enterbten im September und Oktober Verhandlungen mit einem Komitee von Baronen über die Bedingungen für die Rückerlangung ihrer Besitzungen geführt hatten, weigerten sich Deyville und seine Anhänger, das Ende Oktober 1266 vom König erlassene Dictum of Kenilworth zu akzeptieren. Als der neue päpstliche Legat Ottobono Fieschi ihnen ein Angebot zur Unterwerfung machte, verlangten sie trotzig vom König die Anerkennung der Provisions of Oxford und die Aufhebung der über sie verhängten Exkommunikation. Schließlich ergriff der junge Earl of Gloucester Partei für die Enterbten. Deyville konnte mit einem Teil der Enterbten von der Isle of Ely entkommen und schloss sich Gloucester an, als dieser im April 1267 überraschend London besetzte. Offenbar kam es in London zu Plünderungen durch die Rebellen, denn zu Ostern wurde die Exkommunikation von Deyville vor der St Paul’s Cathedral erneut verkündet.

### Rückerlangung seines Besitzes
Durch Verhandlungen mit Gloucester konnte die königliche Partei ein Wiederaufleben des Bürgerkriegs verhindern. Deyville wurde aber von der Vereinbarung ausgeschlossen, die Gloucester und der König im Juni in Stratford schlossen. Er gehörte jedoch mit Nicholas Seagrave zu den Rebellen, deren Begnadigung durch den König am 1. Juli 1267 in der St Paul’s Cathedral verkündet wurde. Gegen eine Strafzahlung, die er in Raten begleichen durfte, erhielt er auch sofort seine Ländereien zurück. Die Strafzahlung wurde Königin Eleonore zugesprochen. Die Höhe der Strafe entsprach mit £ 600 den vierfachen Jahreseinkünften seiner Güter, womit er vergleichsweise milde behandelt wurde. Dazu wurde er, wie auch andere ehemalige Rebellen, von der Kirche finanziell unterstützt, und 1268 verfügte der König, dass er seine Schulden bei jüdischen Geldverleihern erst nach der Zahlung seiner Strafe an die Krone begleichen müsse. Dennoch hatte Deyville 1272 von den umgerechnet 900 Mark, die er der Krone schuldete, 380 Mark noch nicht beglichen. Er musste sogar noch weitere Strafgelder an die Krone bezahlen, unter anderem 1275, nachdem er ohne königliche Erlaubnis geheiratet hatte. Erst im September 1276 konnte er seine Schulden gegenüber der Königin begleichen, wofür er jedoch Ländereien verkaufen musste. Bis zu seinem Tod blieb er verschuldet. 

## Loyaler Gefolgsmann von Eduard I.
Trotz seiner Rolle während des Kriegs der Barone gewann Deyville die Gunst seines früheren Gegners Eduard I., der 1272 nach dem Tod von Heinrich III. englischer König geworden war. 1277 und 1282 nahm er an den Feldzügen zur Eroberung von Wales teil. Vor 1285 oder 1286 stand er als Knight Banneret im Dienst des Königs, dabei wurde er in einer Auflistung der Knight Bannerets an erster Stelle genannt. 1283 nahm er am Parlament in Shrewsbury und 1287 an der militärischen Ratsversammlung zur Niederschlagung der Rebellion von Rhys ap Maredudd in Gloucester teil. Er starb entweder 1290 oder 1291.

## Ehen
Vor dem 8. Mai 1275 hatte Deyville Maud, die Witwe von James Audley junior († 1272), dem ältesten Sohn des Adligen James Audley geheiratet. Sie starb vor dem 22. April 1276. Zu einem unbekannten späteren Zeitpunkt heiratete er in zweiter Ehe Alice, deren Herkunft unbekannt ist.